# 柳澤絵美
柳澤 絵美（やなぎさわ えみ）は、日本の言語学者。専門は、日本語音声学・日本語教育学。明治大学国際日本学部准教授、博士（学術）。
　

## 略歴
- 2005年3月　東京外国語大学大学院地域文化研究科日本語教育専修コース博士前期課程修了
- 2016年3月　上智大学大学院理工学研究科博士後期課程修了
- 2007年4月　東京大学大学院総合文化研究科・教養学部非常勤講師（2008年まで）
- 2007年4月　亜細亜大学非常勤講師（2011年まで）
- 2008年4月　東京外国語大学留学生日本語教育センター助教
- 2011年4月　明治大学国際日本学部特任講師
- 2016年4月　同特任准教授
- 2020年4月　同専任准教授

## 研究業績
- 『日本語教育学入門』研究社  2015年8月
- 「北欧の日本語教育に今求められること」『BERD』,12 ベネッセコーポレーション　2008年4月
- 「韓国語母語話者の日本語発話に見られる促音挿入の傾向」『東京外国語大学留学生日本語教育センター論集』32，91-107　2005年3月

| スタブアイコン | サブスタブ | この項目は、まだ閲覧者の調べものの参照としては役立たない、人物に関連した書きかけの項目です。この項目を加筆・訂正などしてくださる協力者を求めています（P:人物伝/PJ:人物伝）。 |